# Sebastián Athié
Sebastián Athié (Querétaro, 26 de julho de 1995 — 4 de julho de 2020) foi um ator e cantor mexicano. Ficou amplamente conhecido por interpretar Lorenzo Guevara na novela do Disney Channel chamada O11CE.

## Biografia
Nascido em Querétaro no México, Athié iniciou sua carreira na novela La rosa de Guadalupe, onde interpretou. Após a participação na novela, ficou conhecido ao participar da telenovela argentina voltada para o público adolescente O11CE, exibido pela emissora Disney XD, onde interpretou o personagem Lorenzo Guevara por 180 capítulos.
Musicalmente, em 2018 juntamente com Daniel Patiño e Paulina Vetrano lançou a música e o videoclipe "Juega con el corazón". Em 2019, lançou o single "Enlouqueciendo".

## Filmografia

### Televisão
| Ano        | Produção             | Personagem      | Ref.   |
| ---------- | -------------------- | --------------- | ------ |
| 2014 -2015 | La rosa de Guadalupe | Neto/Smauel     | [ 9 ]  |
| 2017-2019  | O11ZE                | Lorenzo Guevara | [ 10 ] |

### Videoclipes
| Ano  | Clipe                  | Notas                                           | Ref.   |
| ---- | ---------------------- | ----------------------------------------------- | ------ |
| 2017 | "Loco Enamorado"       | Participação de Javi Eloy                       | [ 11 ] |
| 2018 | "Juega con el corazón" | Participação de Daniel Patiño e Paulina Vetrano | [ 2 ]  |
| 2019 | "Enloqueciendo'        |                                                 | [ 12 ] |

## Morte
Sebastian Athié, ator, faleceu na manhã de 04 de julho de 2020, aos 24 anos, vítima de um ataque cardíaco enquanto treinava. A morte foi oficialmente confirmada pelo perfil da Disney Channel Latina no dia 06 de julho de 2020.